# 베이 어레이어 크리스천 스쿨
베이 어레이어 크리스천 스쿨(Bay Area Christian School)은 미국 텍사스주 리그시티에 있는 12년제 사립 초중고등학교이다. 이 학교는 1973년에 첫 개교되었다.